# Englische Badmintonmeisterschaft 1969
Die Englische Badmintonmeisterschaft 1969 fand bereits vom 12. bis zum 14. Dezember 1968 in der Kings Hall in Derby statt. Es war die sechste Austragung der nationalen Titelkämpfe von England im Badminton.	

## Titelträger
| Disziplin    | Gold                           | Silber                           |
| ------------ | ------------------------------ | -------------------------------- |
| Herreneinzel | Ray Sharp                      | Paul Whetnall                    |
| Dameneinzel  | Gillian Perrin                 | Margaret Beck                    |
| Herrendoppel | David Eddy Roger Powell        | Colin Beacom Tony Jordan         |
| Damendoppel  | Susan Whetnall Margaret Boxall | Charlotte Lindsay Gillian Perrin |
| Mixed        | Roger Mills Gillian Perrin     | Tony Jordan Susan Whetnall       |

## Finalresultate
| Disziplin    | Sieger                     | Finalist                         | Ergebnis     |
| ------------ | -------------------------- | -------------------------------- | ------------ |
| Ray Sharp    | Paul Whetnall              | 15-12, 15-3                      |              |
| Dameneinzel  | Gillian Perrin             | Margaret Beck                    | 11-3, 11-1   |
| Herrendoppel | David Eddy Roger Powell    | Tony Jordan Colin Beacom         | 15-13, 15-12 |
| Damendoppel  | Sue Pound Margaret Boxall  | Charlotte Lindsay Gillian Perrin | 15-12, 15-11 |
| Mixed        | Roger Mills Gillian Perrin | Tony Jordan Sue Pound            | 15-11, 15-5  |